# Orton-on-the-Hill
Orton-on-the-Hill – wieś w Anglii, w hrabstwie Leicestershire, w dystrykcie Hinckley and Bosworth, w civil parish Twycross. Leży 13 km od miasta Ashby-de-la-Zouch. W 1931 roku civil parish liczyła 191 mieszkańców. Orton on the Hill jest wspomniana w Domesday Book (1086) jako Wortone.